# Wiślica
Wiślica est une ville de Pologne, située sur la Nida. Elle fait partie du district de Busko (powiat buski) qui se trouve dans la partie méridionale de la voïvodie de Sainte-Croix.
Selon la légende, le nom du village provient de son fondateur, Wiślimir, un duc des Vislanes.

## Histoire
À la fin du Xe siècle, les Polanes s’emparent du fort de Wiślica. En 1135, Wiślica est détruite par les Coumans. C’est ici qu’en 1347, Casimir III le Grand ratifie les Statuts de Wiślica, un ensemble de lois pour la Petite Pologne. C’est la première fois que le droit est codifié en Pologne. Au XVe siècle, c’est à Wiślica que Jan Długosz s’occupe de l’éducation des fils du roi Casimir IV Jagellon.
Wiślica est mentionnée comme Visilicie par Michel de Montaigne dans un de ses essais, intitulé De l'utile et de l'honeste . Montaigne évoque le saccage de la ville, à l'époque grande et riche cité, par les Russiens.
En fait, Wiślica a été pillée et incendiée par les Coumans et les Ruthènes en 1135.

## Monuments
Le village garde de nombreuses traces de son prestigieux passé :
- Collégiale de la Nativité de Notre-Dame fondée en 1350 par Casimir III le Grand, sans doute pour expier un crime qu’il a commis.7.
- La maison Długosz qui a été construite en 1460 par l’historien et chroniqueur pour héberger les vicaires de la collégiale. Aujourd’hui, elle abrite un presbytère et un musée.